# Александровский район (Пермская область)
Александровский район — бывшая административно-территориальная единица в составе Молотовской (Пермской) области РСФСР в СССР.
Существовал с 1942 до 1951 гг. Административный центр — рабочий посёлок Александровский.
С 2004 до 2018 гг. в границах современного Александровского муниципального округа существовал Александровский муниципальный район, включавший город Александровск с прилегающими населёнными пунктами.

## История
Александровский район образован 2 июля 1942 года Указом Президиума Верховного Совета РСФСР «Об образовании Александровского района Молотовской области» с центром в рабочем поселке Александровский путём выделения из территории, ранее подчинённой городу Кизелу.
В состав района вошли 3 рабочих посёлка — Александровский, Всеволодо-Вильва и Луньевка — и 4 сельских совета: Мало-Вильвенский, Подслудский, Растесский и Усть-Игумский.
Он стал промышленным районом, на территории которого находились Яйвинский лесозавод, Вижайский мехлесопункт, завод «Метил», Ивакинский химзавод, каменноугольная шахта, завод «Огнеупор», леспромхоз, два совхоза, 16 колхозов и основное предприятие района — Александровский завод горного машиностроения.
11 августа 1944 года первый председатель Александровского райсовета Попов Александр Васильевич, исполком Александровского райсовета, бюро райкома ВКП(б) возбудили ходатайство перед Президиумом Верховного Совета РСФСР об отнесении рабочего посёлка Александровска к числу городов областного подчинения.
Лишь 25 августа 1951 года Указом Президиума Верховного Совета РСФСР рабочий посёлок Александровский Александровского района Молотовской области был преобразован в город областного подчинения под наименованием Александровск.
Таким образом, Александровский район был ликвидирован, его территория передана в административное подчинение Александровскому городскому Совету депутатов трудящихся. При этом восток бывшего Александровского района — Растесский сельсовет — был передан в Свердловскую область.